# Provincia di Erzincan
La provincia di Erzincan è una delle province della Turchia. 	

## Distretti

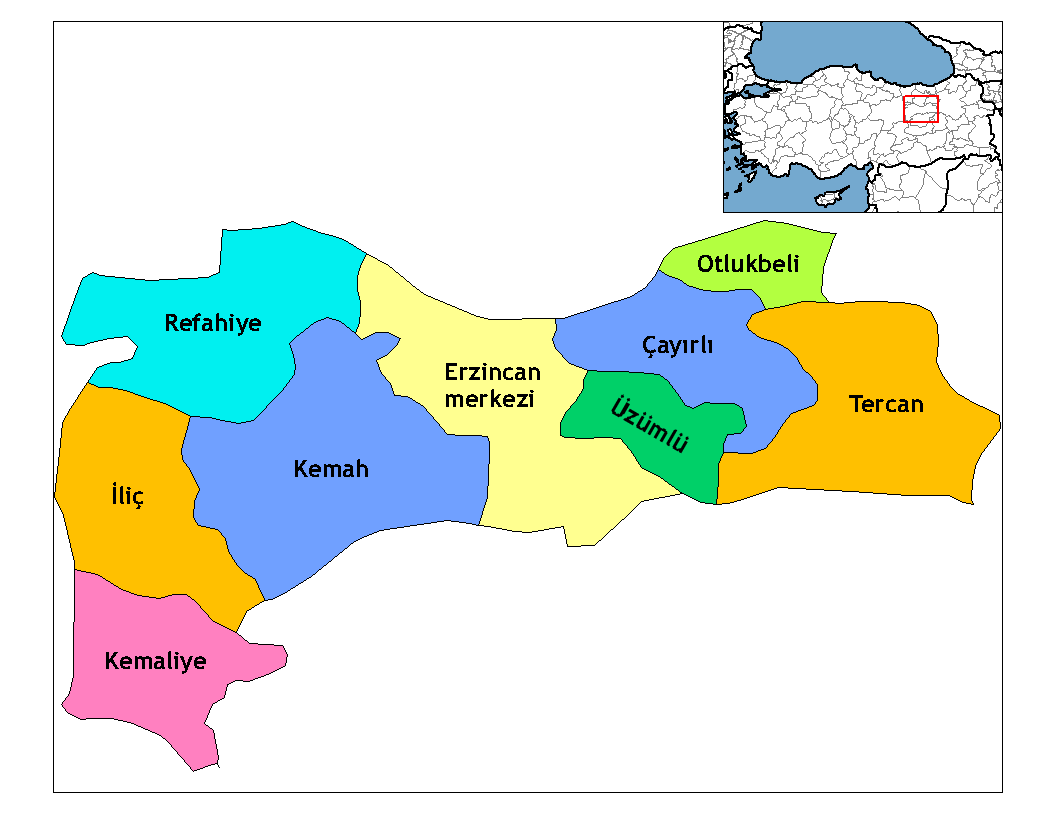
Distretti della provincia di Erzincan

La provincia è divisa in 9 distretti: 	
- Çayırlı
- Erzincan
- İliç
- Kemah
- Kemaliye
- Otlukbeli
- Refahiye
- Tercan
- Üzümlü